# Buskirk Bluffs
Die Buskirk Bluffs sind Felsenkliffs im ostantarktischen Viktorialand. Sie ragen in den Anare Mountains auf der Westseite des McMahon-Gletschers auf.
Teilnehmer der Australian National Antarctic Research Expeditions (ANARE) benannten die Kliffs nach Major Harvey Buskirk (1935–2004) von der United States Air Force, offizieller US-amerikanischer Beobachter bei der ANARE-Kampagne des Jahres 1962, bei der dieses Gebiet erkundet wurde.